# Shaban Hadëri

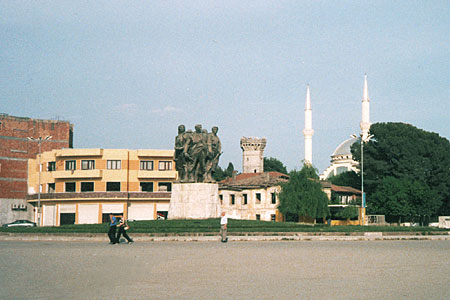
Pomnik Heronjtë e vigut w Szkodrze w pierwotnej lokalizacji

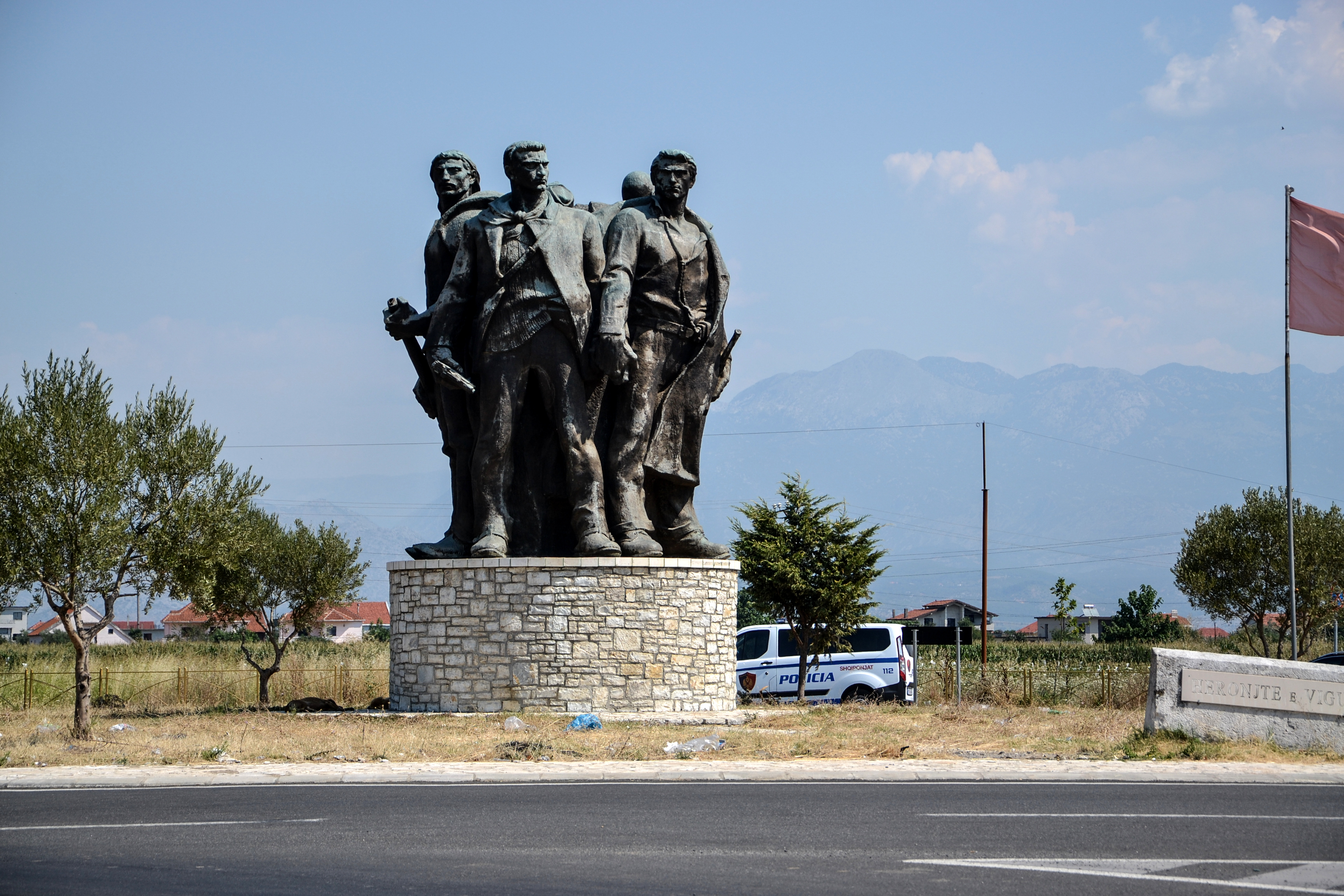
Heronjtë e vigut współcześnie

Shaban Halil Hadëri (ur. 28 marca 1928 we wsi Papavli k. Delviny, zm. 14 stycznia 2010 w Tiranie) – albański rzeźbiarz.

## Życiorys
W 1944 walczył wraz z ojcem w albańskim ruchu oporu (XIV Brygada Uderzeniowa). W 1947 rozpoczął naukę w liceum artystycznym Jordan Misja w Tiranie, pod kierunkiem Odhise Paskaliego. Po ukończeniu szkoły w 1950 przez dwa lata pracował w Galerii Sztuki w Tiranie. W latach 1952–1958 studiował w Akademii Sztuk Pięknych im. Ilji Riepina w Leningradzie, pod kierunkiem znanego rosyjskiego rzeźbiarza Wsiewołoda Liszewa. Jego praca dyplomowa - wykonana w drewnie rzeźba Towarzysze reprezentowała Albanię na wystawie rzeźby krajów socjalistycznych, która odbyła się w Moskwie.
W 1958 powrócił do Albanii i podjął pracę nauczyciela w liceum artystycznym Jordan Misja w Tiranie. Dwa lata później, razem z grupą rzeźbiarzy (Guri Madhi, Vilson Kilica i Kristina Koljaka) utworzył pierwszą klasę rzeźby w stołecznym Instytucie Sztuk Pięknych. W latach 1958–1988 wykonał kilkadziesiąt portretów, popiersi, a także rzeźb o tematyce patriotycznej, wszystkie w stylistyce socrealistycznej. Prace te wystawiano wielokrotnie na ekspozycjach, prezentujących współczesną sztukę albańską. Do najbardziej znanych dzieł Haderiego można zaliczyć monument upamiętniający pięciu komunistycznych partyzantów (alb. Heronjtë e vigut), wykonany w 1967, który do niedawna stał w centrum Szkodry, a obecnie znajduje się na rondzie w północnej części miasta. W Szkodrze stanęło także największe spośród dzieł Hadëriego - 6-metrowy pomnik Isy Boletiniego. We współpracy z Kristaqem Ramą i Mumtazem Dhramim wyrzeźbił pomnik poświęcony 60 rocznicy albańskiej Deklaracji Niepodległości (Monumenti i Pavarësisë) stojący we Wlorze, a także pomnik Matka Albania (Nëna Shqipëri), stojący na przedmieściach Tirany. We współpracy z Hektorem Dule wykonał serię płaskorzeźb, zdobiących ściany Kancelarii Premiera.
W 1988 wspólnie z Sali Shijaku ukończył pomnik Envera Hodży, który stanął w 1988 na Placu Skanderbega w Tiranie. Obalenie tego pomnika przez tłum w 1991 stało się symbolicznym końcem komunizmu w Albanii. Pomnik Hodży był ostatnim dziełem Hadëriego. Wylew, którego doznał spowodował częściowy paraliż i uniemożliwił kontynuację działalności twórczej.
Przez władze Albanii został uhonorowany tytułem Zasłużonego rzeźbiarza (alb. Skulptor i merituar). W Narodowej Galerii Sztuki w Tiranie znajduje się 27 rzeźb, wykonanych przez Hadëriego.

## Dzieła
- 1964: Luftëtari i lirisë 1912
- 1964: Sportisti
- 1966: Portret vajze
- 1967: Busti i Skënderbeut
- 1967: Heronjtë e vigut
- 1967: Pas betejës
- 1972: Monumenti i Pavarësisë
- 1978: Isa Boletini
- 1982: Kapedani i Delvinës
- 1985: Portret malësoreje
- 1988: Enver Hoxha